# Vlag van Schaarbeek
De vlag van Schaarbeek is bevestigd door de gemeenteraad als de gemeentelijke vlag van de Brusselse gemeente Schaarbeek. De beschrijving luidt:
Twee even lange banen van groen en van wit.
De kleuren van de vlag komen uit het gemeentewapen.
Dit gemeentevlag is identiek aan de vlaggen van Elsene, Koekelberg en Vorst.

Vlag van Elsene
Vlag van Koekelberg
Vlag van Vorst